# Aeglidae
Los aéglidos (Aeglidae) son una familia de crustáceos del orden de los decápodos. Las especies vivientes son de agua dulce, y todas ellas están geográficamente restringidas a América del Sur.

## Características y costumbres
Junto con una única especie de cangrejo ermitaño ( Clibanarius fonticola) son los únicos anomuros que viven en agua dulce.
Se distribuyen en latitudes comprendidas entre los 20°S y los 50°S, y en altitudes entre el nivel marino y los 4500 m s. n. m.
Son similares a los langostinos, teniendo el abdomen parcialmente oculto por debajo del tórax. El dimorfismo sexual es notable, y se presenta en el sector abdominal, relacionándose con el comportamiento de llevar los huevos fecundados en los pleópodos.    
El apareamiento no coincide con la muda y es precedido por un período de relación entre los integrantes de la pareja. De los huevos eclosionan juveniles que se parecen mucho a sus adultos, quienes les brindan atención. Son especies que recorren el bentos de los cuerpos en los que habitan, generalmente en búsqueda de su alimento, ocultándose bajo rocas del lecho, en cuevas o grietas. Su dieta es omnívora, desde materia vegetal a insectos, moluscos, peces, renacuajos, etc.

## Taxonomía
Esta familia fue descrita originalmente en el año 1852 por el zoólogo James Dwight Dana.
Géneros
Fueron asignados a esta familia 3 géneros, dos de ellos se conocen solo por restos fósiles, mientras que el tercero (Aegla) es el único que posee especies vivientes (un total de 72).
- Aegla Leach, 1820
- Haumuriaegla Feldmann, 1984
- Protaegla Feldmann, Vega, Applegate & Bishop, 1998

Haumuriaegla glaessneri es una especie marina conocida sólo a partir de fósiles del Cretácico superior de Nueva Zelanda, hace 70 millones de años. Protaegla miniscula fue descubierto en rocas de edad Albiense (Cretácico inferior) de la Formación Tlayúa, cerca de Tepexi de Rodríguez, México, hace 110 millones de años.
Evolución
Se postuló que el origen de la familia ocurrió en hace unos 75 millones de años en un medio ambiente marino. Posteriormente, durante el Oligoceno y desde el océano Pacífico penetró a los cuerpos de agua dulce de América del Sur.
Se cree que la familia más relacionada con Aeglidae sería alguna de las incluidas en la superfamilia Galatheoidea, en la cual era clasificada hasta el año 2007, momento en la que fue ascendida a superfamilia propia, luego de numerosos estudios morfológicos y moleculares.